# Катоба (река)
Катоба е река, която тече в Северна Каролина и Южна Каролина, САЩ. Реката е с дължина 350 км (224 мили) и има водосборен басейн от 3279 квадратни мили. Тя извира в планината Блу Ридж в окръг Макдауъл, Северна Каролина на около 30 км източно от Ашвил. Реката тече на изток – североизток над Хикори, след което завива на юг до големия язовир Норман. След това тя продължава на юг, преминавайки западно от Шарлът, следвайки границата на Северна Каролина и Южна Каролина за около 16 км преди да влезе в Южна Каролина. Реката тече на изток от Рок Хил, пресичайки язовира Фишинг Крийк, след което навлиза в езерото Уотери на около 50 км североизточно от Колумбия, Южна Каролина. Река Катоба напуска езерото Уотери под името Уотери.
По течението на днешната река Катоба има изградени 11 язовира, 7 от които са в Северна Каролина, а останалите 4 в Южна Каролина. Нейната вода се използва за пиене, за производството на електрическа енергия и за отдих. Реката е дом на голямо разнообразие от риба. Индустриализацията е ключова заплаха за екологията на Катоба, като някои части от нея са замърсени с отпадъци от близките градове, селища, ферми и производствени предприятия, въпреки че държавата полага всячески усилия за опазване на околната среда и басейна на реката.